# Cance (Orne)
Die Cance ist ein Fluss in Frankreich, der im Département Orne in der Region Normandie verläuft. 

## Flusslauf
Die Cance entspringt im Regionalen Naturpark Normandie-Maine, im Gemeindegebiet von La Lande-de-Goult, entwässert generell in nordwestlicher Richtung und mündet nach rund 26 Kilometern bei Écouché als linker Nebenfluss in einen Seitenarm der Orne.

## Orte am Fluss
- La Lande-de-Goult
- Francheville
- Boucé
- Tanques
- Écouché